# 신빈 위씨
신빈 위씨(중국어: 魏慎嫔, 1567년 - 1606년)는 아버지는 위승지, 어머니는 교씨이다. 대명부 위현 사람으로, 명 신종 만력제의 후궁 중 한명이다. 자녀를 낳은 적이 없다.

## 생애
만력 10년 (1582년) 16세에 9빈(九嫔)의 한 사람으로 입궐했다. 이듬해 신빈(愼賓)에 책봉되었지만, 총애를 받지 못하였다. 아버지는 딸이 귀해지자, 금의위 정천호로 봉해졌다. 만력 34년 (1606년) 정월 27일, 40세의 나이로 사망하였다. 《명서》에는 그녀가 직간으로 죽었고, 현비로 추봉하였다고 기록되어 있다. 신종은 순빈 장씨 묘에 부장할 것을 명했다. 천계 6년 (1626년) 4월 23일, 명 희종이 예부에 올렸는데, 영빈 이씨가 천계 6년 4월 21일 진시에 급서하여 신빈 위씨의 예에 따르게 하였다.
명나라 말 북경 함락 때, 분신한 금의위도 위사정은 신빈 위씨의 친족으로, 서명하도록 지휘했다.

## 참고 문헌
- 《명신종실록》 권417
- 《명희종실록》 권70
- 《신묘신빈위씨광지》